# Léo Taxil
Léo Taxil, vero nome Marie Joseph Gabriel Antoine Jogand-Pagès (Marsiglia, 21 marzo 1854 – Sceaux, 31 marzo 1907), è stato uno scrittore e giornalista francese, noto per le sue polemiche prima contro la Chiesa cattolica, poi contro la massoneria.
Ebreo fintamente convertitosi al cattolicesimo secondo quanto da lui stesso asserito, la vicenda della sua falsa conversione e del successo dei suoi libri contro la massoneria è narrata, con particolari che si discostano volutamente dalla realtà storica, nel romanzo di Umberto Eco Il cimitero di Praga, uscito nel 2010.
Taxil è inoltre citato più volte da James Joyce nelle memorie parigine dell'Episodio 3 del romanzo Ulisse, in particolare per la sua irriverentissima Vie de Jésus, che gli è stata decantata dal giovanissimo Patrice, figlio del fuoruscito irredentista irlandese Kevin Egan (detto "Kevin di Parigi").
(James Joyce, Ulisse)

## Biografia
All'età di 5 anni, fu iscritto in un istituto gestito da gesuiti, il che influì molto sulla sua formazione poiché lì trascorse tutta la sua infanzia e sviluppò una grande disillusione sul cattolicesimo e instillò in lui l'idea della religione come socialmente dannosa.
Inizialmente, Taxil aveva pubblicato libri scurrili e anti-cattolici, fra cui dei testi sadomasochisti quali Les Debauches d'un confesseur, Les Pornographes sacrés: la confession et les confesseurs, e Les Maîtresses du Pape, che dipingevano le gerarchie ecclesiastiche come edoniste e sadiche. Il 28 febbraio 1881 fu iniziato in Massoneria nella loggia del Grande Oriente di Francia Le Temple des amis de l'honneur français ma ne fu escluso il 17 settembre dello stesso anno. Il 14 aprile 1884 professò di essersi convertito dall'ebraismo al cattolicesimo, fu ricevuto solennemente nella Chiesa cattolica e ripudiò le sue opere precedenti. Nell'ultimo decennio del secolo scrisse una serie di libri e opuscoli in cui denunciava la Massoneria e accusava le logge di adorare il diavolo.
Successivamente, pubblicò con lo pseudonimo di Diana Vaughan un libro, Le Diable au XIX siècle ("Il demonio nel XIX secolo"), che raccontava le esperienze di quest'ultima in una setta massonica. Il libro ebbe un discreto successo di vendite, la sedicente Diana Vaughan però non comparve mai in pubblico e in seguito Taxil ammise che non esisteva, o, meglio, che il nome l'aveva preso in prestito dalla sua segretaria. Taxil arrivò a pubblicare anche un giornale dal titolo La France chrétienne anti-maçonnique ("La Francia cristiana anti-massonica"). Nel 1887 fu ricevuto in udienza da papa Leone XIII, che credette a lui e non al vescovo di Charleston, il quale aveva denunciato come false le confessioni di Taxil. Morì nella cittadina di Sceaux nel 1907. Scrisse anche romanzi con lo  pseudonimo Prosper Manin .

## Opere
Libri anticlericali
- À bas la calotte ! (1879)
- Les Soutanes grotesques (1879)
- La Chasse aux corbeaux (1879)
- Le Fils du jésuite (1879)

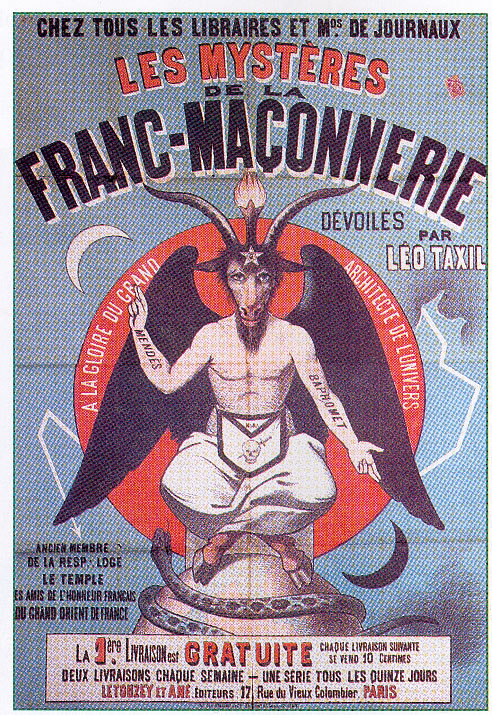
Copertina de Les Mystères de la franc-maçonnerie

- Les Bêtises sacrées, revue critique de la superstition, Librairie anticléricale, (1880).
- Les Friponneries religieuses, avec Alfred Paulon, suivies de quelques variétés anti-cléricales, Librairie nationale, (1880).
- Plus de cafards !, Librairie anticléricale, (1880).
- Calotte et calotins (1880-1882). Histoire illustrée du clergé et des congrégations.
- Les Borgia (1881)
- Les Pornographes sacrés : la confession et les confesseurs (1882)
- La Bible amusante (1882)
- Un Pape femelle (1882)
- L'Empoisonneur Léon XIII et les cinq millions du chanoine (1883)
- La Prostitution contemporaine (1883)
- Pie IX devant l'Histoire (1883)
- Les Amours secrètes de Pie IX par un ancien camérier secret du pape, Librairie anticléricale, Librairie populaire, 2 vol., Paris, (1881)
- Les Maîtresses du Pape, roman historique anti-clérical, Librairie anti-cléricale, (1884)
- La Vie de Veuillot immaculé (1884)
- Bibliothèque anti-cléricale
- La Bible amusante, Édition complète de 1897-1898 donnant les citations textuelles de l'Écriture sainte et reproduisant toutes les réfutations opposées par Voltaire, Fréret, lord Bolingbroke, Toland et autres critiques, Librairie pour tous, (1897)
- Les Livres secrets des confesseurs dévoilés aux pères de famille, P. Fort, (1901).

Libri antimassonici
- Les frères trois points, Letouzey et Ané, (1886)
- Les Sœurs maçonnes, sur-titré Révélations complètes sur la franc-maçonnerie, Letouzey et Ané, (1886)
- Les Mystères de la franc-maçonnerie (1886), trad. it. I Misteri della Frammassoneria (Frassicomo, Genova, 1888)
- Le Vatican et les francs-maçons (1886)
- La Franc-maçonnerie dévoilée (1887)
- Confession d'un ex-libre penseur (1887)
- Histoire anecdotique de la Troisième République (1887)
- La France maçonnique, liste alphabétique des francs-maçons, 16 000 noms dévoilés (1888)
- La Ménagerie républicaine (1889)
- la Corruption fin de siècle, G. Carré, (1894)
- Y a-t-il des femmes dans la franc-maçonnerie ?, avec Amand-Joseph Fava, H. Noirot, (1891)
- L'existence des loges de femmes affirmée par Mgr Fava évêque de Grenoble et par Léo Taxil; recherches a ce sujet et réponse a M. Aug. Vacquerie, rédacteur du Rappel, par Adolphe Ricoux (Léo Taxil lui-même sous pseudonyme), Paris: Téqui, [1891]
- Le Diable au XIX siècle (1895), en collaboration avec le Dr Charles Hacks, médecin de Fécamp, ils écriront sous le pseudonyme collectif de Dr Bataille

Altri testi
- Les Trois cocus, P. Fort, (1900)
- La Vie de Jésus, P. Fort, (1900)

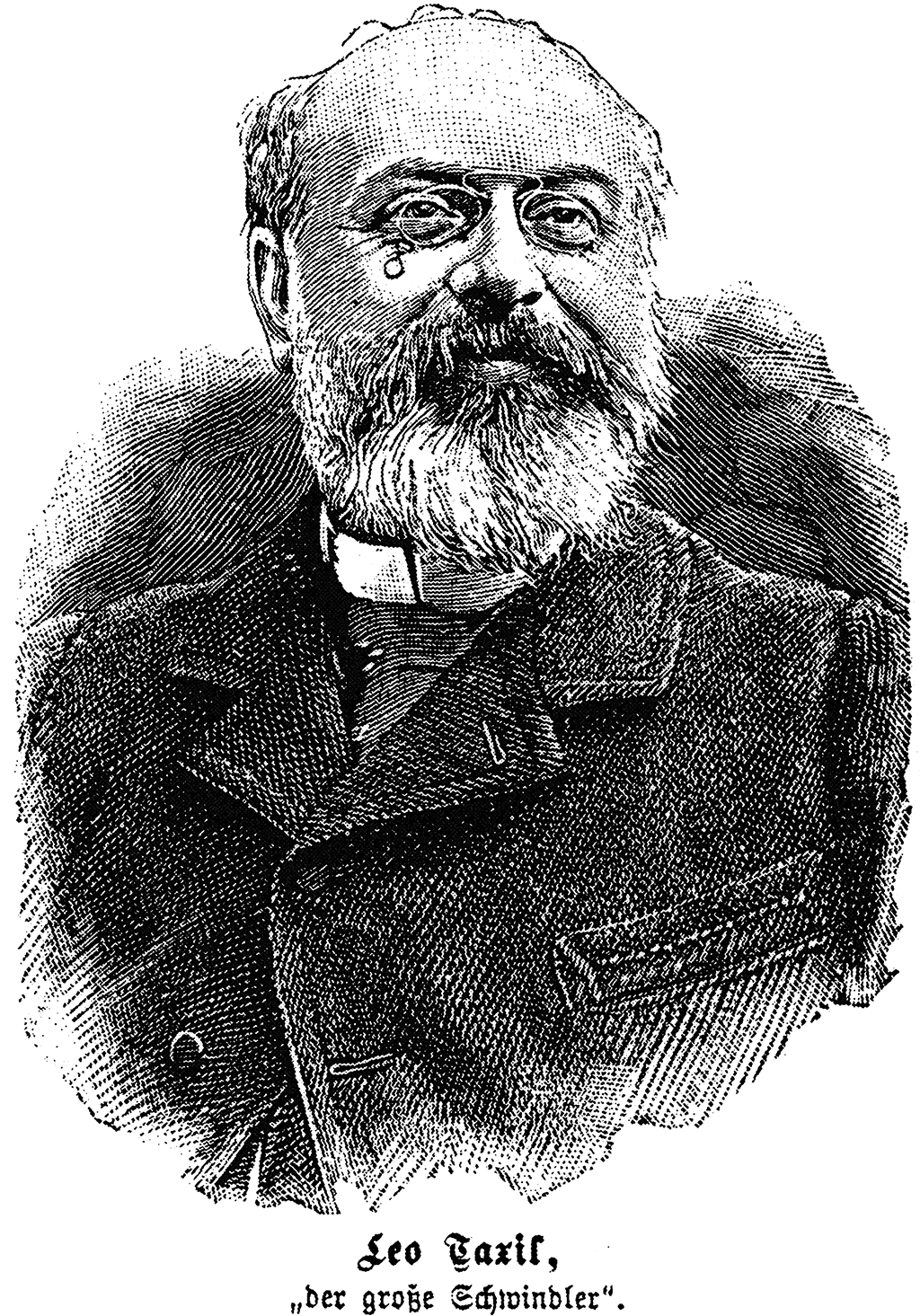
Léo Taxil

- Les Conversions célèbres, deuxième série, Tolra, (1891)
- M. Drumont, étude psychologique, Letouzey et Ané, (1890)
- L'Art de bien acheter, guide de la ménagère mise en garde contre les fraudes de l'alimentation, moyens pratiques de reconnaître toutes les tromperies, écrit sous le pseudonyme de Mme Jeanne Savarin, E. Petit, (1904).
- L'Enclave Monaco, L'auteur, (1905)
- La Ménagerie républicaine, galerie amusante de nos petits grands hommes, illustré par Barentin, Letouzey et Ané, (1889).
- Prosper Manin. Marchands de chair humaine[9]  Dijon : E. Bernard, 1904. Petite collection E. Bernard ; n° 20. 128 p.: ill. ; in-16  Testo online, su gallica.bnf.fr.